# غيبي التبريزي
غيبي التبريزي الشامي، هو أحد أشهر الخزافين المماليك في القرن الخامس عشر الميلادي، ويقارن بالفنانين الفاطميين، كمسلم وسعد، وكان مثلهم، لديه تلاميذ يقلدون أسلوبه وتقنياته.

## أعماله في المتحف الإسلامي
ويضم المتحف الإسلامي بالقاهرة واحدة من أكبر مجموعات أعمال الغيبي، موقعة بتوقيعات شتى، فتارة يترك لنا اسم غيبي وأخرى يترك إحدى حروف اسمه: غ. وينتسب هذا الفنان إلى تبريز وأحيانا إلى الشام، وذلك في القطع التي وصلتنا من إنتاجه. وربما جاءت عائلته أصلا من تبريز ثم انتقلت إلى سوريا (الشام) قبل مجيئها إلى مصر.
وفي معظم أعماله استخدم الرسم تحت الطلاء باللون الأزرق البراق على خلفية بيضاء. وقد حظي غيبي باحترام كبير في حياته، وكثيرا ما قلده معاصروه.

## قاع إناء
قاع إناء من الخزف المملوكي المرسوم تحت الطلاء الزجاجي باللونين الأبيض والأزرق. وعلى الوجه زخارف من الزهور تنبت من مكان واحد، وفي وسطها شكل وردة ذات سبع بتلات تحيط بها زخارف نباتية أخرى، هي عبارة عن أشكال المراوح النخيلية وأنصافها.
أما في الخلف، فيظهر على القاع توقيع الخزاف (غيبي الشامي)؛ وهو باللون الأزرق على أرضية بيضاء. والقاع مزجج بكامله من الخارج بالطلاء الزجاجي الشفاف؛ على بطانة ناصعة البياض.

## بلاطة من الخزف المملوكي
بلاطة من الخزف المملوكي مزخرفة باللونين الأزرق والأسود، مطلية بتزجيج شفاف. وتطوق مربعا في المنتصف؛ أربعة أشكال مستطيلة ومثلها مربعة، عند كل ركن. والأشكال المستطيلة للإطار مزينة بزخارف من نقوش مكتوبة بالخط الكوفي للجزء الآتي من آية قرآنية: «إن الصلاة تنهى عن الفحشاء والمنكر ولذكر الله أكبر والله يعلم ما تصنعون. صدق الله».
وفي المربعات العليا عند الأركان بين المستطيلات؛ يتكرر اسم «الغيبي ابن»، بينما يتكرر اسم «التوريزي» بالمربعات السفلية. ويوجد في المربع الذي بالمنتصف حد بزخارف من نقوش مكتوبة بخط النسخ للعبارة: «توكل على خير معين». وزخارف النقوش المكتوبة نفذتا ببراعة، فوق شكل نقش نباتي معقد. الأبعاد العرض 44 سم - الطول 44 سم.